# Каменная вата
Каменная вата — теплозвукоизоляция, изготовленная преимущественно из расплава изверженных горных пород. Разновидность минеральной ваты.
Исходным сырьем для производства волокна каменной ваты служат габбро-базальтовые горные породы.

## Сырье
В качестве одного из основных компонентов сырья для производства каменной ваты выступают горные породы, как правило, это изверженные породы габбро-базальтовой группы и подобные им по химическому составу метаморфические горные породы, а также мергели.
Примерный химический состав сырья:
- SiO2 45-65 %
- Al2O3 10-20 %
- CaO 5-15 %
- MgO 5-10 %
- Fe2O3 + FeO 5-15 %
- Na2O + K2O 1-3 %

Один из основных показателей качества волокна каменной ваты является модуль кислотности — соотношение между кислыми и основными окислами.
Наиболее качественная каменная вата может быть получена из горных габбро-базальтовых пород, с введением добавок карбонатных пород для регулирования модуля кислотности.
По значению модуля кислотности каменную вату можно классифицировать согласно ГОСТ 4640-93 «Вата минеральная. Технические условия», следующим образом (3 типа):
- А — модуль кислотности св. 1,6
- Б — модуль кислотности св. 1,4 до 1,6
- В — модуль кислотности св. 1,2 до 1,4

Вата с большим модулем кислотности является более водостойкой и, следовательно, более долговечной.
Одним их компонентов изоляции из каменной ваты является связующее, которое скрепляет волокна между собой, тем самым обеспечивает изделиям заданные параметры формы и плотности.
Виды связующего:
1. Битумные связующие
2. Синтетические связующие. Как правило это фенолоспирты, фенолоформальдегидные, карбамидные смолы.
3. Композиционные связующие (связующие, состоящие из нескольких компонентов).
4. Бентонитовые глины.

В настоящее время наиболее распространено использование композиционного синтетического связующего, состоящего из фенолоформальдегидных смол и гидрофобизирующих добавок, так как этот вид связующего обеспечивает наилучшие характеристики теплоизоляции. В готовом изделии фенола и формальдегида меньше 2 % по массе, вещества находятся в связном состоянии, связующее инертно по отношению к окружающей среде.

## Технология производства каменной ваты
Методика производства волокна из камня была основана на природных процессах: после вулканических извержений на Гавайских островах были найдены так называемые «Волосы Пеле» — вата из тонких нитей вулканических пород, которые и оказались «предшественниками» современного материала. Впервые вату из горных пород получили в США в 1897 г. Современное производство каменной ваты основано на принципе действия, схожем с работой вулкана: в печи, где температура достигает примерно 1500 ºС, из горных пород получают огненно-жидкий расплав, который затем вытягивают в волокно различными способами:
- Дутьевой способ
- Центробежно-валковый способ
- Центробежно-дутьевой способ
- Центробежно-фильерно-дутьевой способ
- Иные модифицированные способы

Производство изделий. После процесса волокнообразования вводится связующее путём распыления связующего на волокна, полива ковра из каменной ваты или приготовления гидромасс. Ковёр из каменной ваты с нанесённым на волокна связующим проходит этап формирования структуры изделия. Технологически могут быть заданы горизонтально-слоистая, вертикально-слоистая, пространственная или гофрированная структуры, а также создана комбинированная плотность, что увеличивает возможности применения изделий в тех или иных конструкциях.
После формования каменная вата подвергается термообработке, где теплоноситель с температурой 180—230 °С провоцирует реакцию поликонденсации связующего. Содержание органических веществ в готовой продукции, как правило, составляет 3-4 % по массе. Затем происходит резка изделий на необходимые размеры, упаковка и складирование.
Из каменной ваты кроме плит и матов могут изготавливаться формованные изделия (цилиндры, сегменты).

## Свойства
Каменная вата является негорючим материалом. Волокна каменной ваты способны выдерживать температуру, не плавясь при температуре, достигающей 870 ºС. Каменная вата не горит, но при температуре в 600—700 градусов распадается, образуя горячую пыль.[уточнить] Изделия из каменной ваты обладают тепло- звукоизоляционными свойствами благодаря открытой пористости. Коэффициент теплопроводности каменной ваты находится в пределах 0,035 — 0,039 Вт/м•К. Воздух, заключённый в порах ваты, обладает низкой теплопроводностью и находится в статичном состоянии, именно это определяет её отличные теплоизоляционные качества. Благодаря открытой пористости каменная вата — паропроницаемый материал, паропроницаемость равна примерно 0,25 — 0,35 мг/м²•ч•Па.
Плотность каменной ваты может колебаться в широких пределах от примерно 30 кг/м³ до 220 кг/м³, следовательно, отличаются и физико-механические характеристики. Так, жёсткие плиты способны выдерживать распределённую нагрузку в 70 кПа (7000 кг/м²!).
Изделия могут выпускаться с покрытием из алюминиевой фольги, крафт-бумаги, стеклохолстом и т. д.
Положительными сторонами каменной ваты являются: экологичность, биологическая стойкость, долговечность, лёгкость в процессе монтажа, достаточное паропропускание, пожарная безопасность, хорошая теплоизолирующая способность.

## Применение
Применение каменной ваты в качестве утеплителя получило широкое распространение с начала 20-го столетия ввиду того, что этот натуральный материал (примерно на 95 % состоящий из камня) является негорючим и долговечным.
Основное распространение каменная вата получила в качестве утеплителя для ограждающих конструкций зданий (фасадов, кровли). Благодаря своим теплоизоляционным способностям материал позволяет предотвращать теплопотери через поверхности в холодное время года и сохранять прохладу помещения в течение теплого периода года. В настоящее время каменная вата широко применяется в следующих конструкциях:
- Стены. В вентилируемых фасадных системах, фасадах с тонким или толстым штукатурным слоем, лёгких внешних каркасных конструкциях, трёхслойных кирпичных стенах, стеновых ж/б панелях, металлических сэндвич-панелях, панелях поэлементной сборки.
- Перегородки. Внутри помещения в качестве звукоизоляции в перегородках в офисных и жилых помещениях.
- Полы. Для утепления полов по лагам или плитам перекрытия, с возможностью устройства стяжек. Для звукоизоляции в конструкциях «плавающего» пола.
- Кровли (скатные, плоские). Возможна укладка утеплителя на плоские кровли по железобетонным плитам или профилированному настилу с дальнейшей гидроизоляцией битумными материалами или ПВХ-мембранами.
- Огнезащита стальных несущих колонн и балок, транзитных воздуховодов, ж/б перекрытий, трубных и кабельных проходок

Изоляция оборудования и трубопроводов.
Благодаря негорючести и высокой температуре плавления волокон каменная вата может применяться при изоляции поверхности с температурой до +700 ºС.
Для изоляции криволинейных поверхностей могут применяться цилиндры, сегменты или маты (для больших радиусов).